# نیجوگوشو
نیجوگوشو (به ژاپنی: 二条御所 にじょうごしょ)، یک قصر بود که در بخش کامیگیو، کیوتو، شهر کیوتو استان کیوتو، قبلاً در ولایت یاماشیرو در کینای ژاپن وجود داشته است.
برای تمایز آن از قلعه نیجو متعلق به خاندان توکوگاوا، به آن قلعه نیجو قدیمی نیز نامیده می‌شود. اکنون به ویرانه‌های قلعه نیجو معروف است.
همچنین در زمان ساخت آن قلعه نیجو نامیده نمی‌شد، و این نام در دوره ادو استفاده می‌شد. در آن زمان به آن «کاخ سامورایی»، «قلعه بوکه»، «قلعه کوبو ساما» و «نیجو بوئیجین نو گوکان» می‌گفتند.
کاخ‌های نیجو به عنوان محل اقامت آشیکاگا یوشیترو و آشیکاگا یوشی‌آکی شناخته شده‌اند و هر دو در یک مکان قرار داشتند. کاخ آشیکاگا یوشی‌آکی با گسترش سایت کاخ یوشیترو ساخته شد.